# مارش هاربور
مارش هاربور (به انگلیسی: Marsh Harbour) شهری در کشور باهاما است که جمعیت آن در سرشماری سال ۲۰۰۹ میلادی، ۵٬۷۲۸ نفر بوده‌است.